# Kalle Blomkvist – Mästerdetektiven lever farligt
Kalle Blomkvist – Mästerdetektiven lever farligt är en svensk långfilm från 1996 i regi av Göran Carmback.

## Handling
Det är sommarlov och i Lillköping pågår en ridderlig kamp mellan gängen i Röda rosen och Vita rosen. 11-åriga Eva-Lotta blir vittne när ockraren Gren mördas. Mördaren undkommer men Eva-Lotta tror sig kunna peka ut honom. Mästerdetektiven Kalle Blomkvist ger sig ut på en jakt efter mördaren.

## Om filmen
Filmen bygger på Astrid Lindgrens roman Mästerdetektiven Blomkvist lever farligt, som kom ut 1951. Boken filmatiserades första gången 1957 som Mästerdetektiven Blomkvist lever farligt.
Filmen utspelas under 1990-talet. Trots detta finns det detaljer som snarare har ett utseende från åren ca 1955-1960. Barnens kläder är ett exempel som ger intryck av en äldre tid, det finns en butik av äldre snitt osv. Men i filmen kör mördaren omkring i en Volvo (Volvo 140) med en modern registreringsskylt (3+3 tecken). Polisens bilar och uniformer är från 1990-talet. På polisstationen är telefonerna av modernt snitt. Vid Eva-Lottas hus står en mountainbike. Tidningsredaktionen är av äldre snitt, men där finns dator från 1990-talet. Över gatorna i den lilla staden syns EU-flaggor vilket visar att de är med i EU.
I boken utspelas handlingen i den fiktiva staden Lillköping, men på brevet som mördaren skickar till Eva-Lotta står det Storköping.
Scenerna i den lilla staden är inspelade i Norrtälje, och lantmiljöerna i Västerhaninge. Bageriescenerna är inspelade i Örnsbergs Hembageri i Aspudden.
I denna film, liksom i Kalle Blomkvist och Rasmus, är huvudpersonerna ett par år yngre än i böckerna, eftersom det för moderna barn inte skulle verka trovärdigt att ungdomar i de yngre tonåren skulle leka "Röda och Vita rosen". En annan skillnad jämfört med boken och filmen från 1957 är hur karaktären "moster Ada" framställs; i boken och den äldre filmen skildras hon som ung och söt, men i denna film är hon medelålders och fjollig.

## Skådespelare
- Malte Forsberg - Kalle Blomkvist
- Josefin Årling - Eva-Lotta Lisander
- Totte Steneby - Anders
- Victor Sandberg - Sixten, Röda rosen
- Bobo Steneby - Benke, Röda rosen
- Johan Stattin - Jonte, Röda rosen
- Claes Malmberg - Konstapel Björk
- Krister Henriksson - Mördaren
- Ulla Skoog - Sixtens moster Ada
- Peter Andersson - Kommissarie Strand
- Lakke Magnusson - Oscar Gren, procentare
- Catherine Hansson - Eva-Lottas mamma
- Leif Andrée - Eva-Lottas pappa
- Erika Höghede - Sixtens mamma
- Toni Wilkens - Sixtens pappa
- Jacob Nordenson - Doktorn, Benkes pappa
- Gerd Hegnell - Fru Karlsson
- Per Morberg - Lokaltidningens redaktör
- David Olsson - Fredrik med Foten

## Musik
- "De hjältemodiga", musik av Peter Grönvall, text av Nanne Grönvall

"De hjältemodiga" framförs av:
- Rickard Dahlgren
- lexander Koning-Winqvist
- Henrik Philips
- Maria Rådsten
- Caroline Wadman
- Fredrik Ådén
- Joakim Hård-Sandahl
- Nanne Grönvall
- Leonard Malm
- Ida Rådsten
- Erik Somnäs
- Christina Ådén
- Ludvig Andersson